# Kavalan

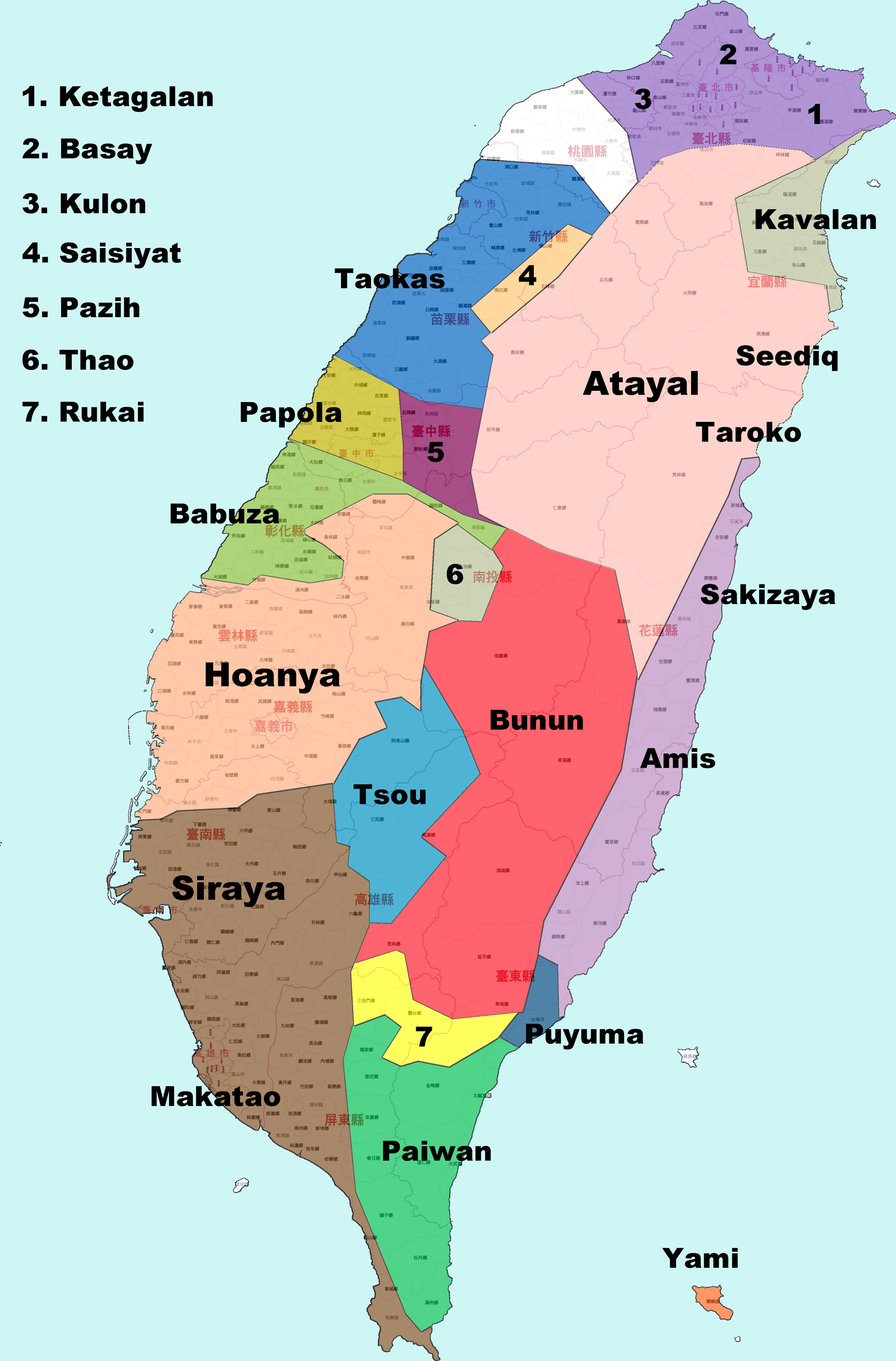
Distribuzione delle etnie indigene di Taiwan.

I Kavalan (esonimo: kbaran; kɨβaˈɾan; caratteri cinesi: 噶瑪蘭; tradotto come "popolo residente in pianura") o Kuvalan sono un gruppo di aborigeni taiwanesi, parte del più ampio gruppo etnico indigeno. I Kavalan risiedevano originariamente nell'attuale contea di Yilan, tuttavia si sono ora quasi tutti spostati nell'area costiera della contea di Hualien e della città di Taitung, a partire dal IX secolo. La loro lingua, la lingua kavalan, è a tutt'oggi praticamente estinta.
Secondo la leggenda, i Kavalan erano un popolo arrivato dal mare e da est, che decise di stabilirsi a Taiwan quando vide l'incredibile bellezza del posto. I nuovi arrivati si trovarono a combattere contro un popolo anticamente residente in terra taiwanese, gli Atayal, e riuscirono a ricacciarli sulle montagne ottenendo il predominio delle terre pianeggianti, da qui deriva il loro nome. In tempi moderni, quando il popolo si è sottomesso alla città di Yilan, il loro nome è stato cambiato in Hamalan. Inizialmente, ci si riferiva all'etnia Kavalan come 36 tribù Kavalan (蛤仔難三十六社), sebbene ce ne fossero in realtà più di 60. In passato, le tribù presenti a nord del fiume Lanyang erano chiamate Sishihfan (西勢番), mentre quelle a sud prendevano il nome di Dongshihfan (東勢番).
La più antica testimonianza dell'esistenza dei Kavalan è abbastanza recente, risale infatti al 1632, quando una nave spagnola fu mandata alla deriva da un tifone. Testimonianze più chaire arrivarono nel 1650, grazie alla Compagnia Olandese delle Indie Orientali (VOC), che riportò l'esistenza di una provincia spagnola di nome Cabarán nell'area. A partire dal 1768, i cinesi Han tentarono di stabilirsi nel medesimo luogo, fin quando un uomo di nome Wu Sha (吳沙) non riuscì, nel 1796, a costruirvi il villaggio di Toucheng. Infine, molti cinesi Han si trovarono a stabilirsi in tutta l'area, ricacciando i Kavalan nel villaggio di Beipu (vicino alla cittadina di Xincheng, nella contea di Hualien) tra il 1830 ed il 1840.
Attualmente, l'insediamento più grande di etnia Kavalan è il villaggio di Xinshe, vicino alla città di Fengbin, nella contea di Hualien.